# Slovní vata
Jako slovní vata (též slovní výplň, vycpávka nebo vycpávkové slovo, výstelkové slovo, parazitní slovo) se označují slova, používaná v běžné hovorové mluvě, která:
- jsou pro význam dané věty a sdělení dané informace zbytečná (posluchač pochopí význam sdělované myšlenky i při jejich vypuštění)
- slouží pro vyplnění času v okamžicích, kdy si řečník není něčím jistý nebo potřebuje čas na zformulování toho, co chce vyjádřit, a/nebo nechce váháním, které by jinak bylo vyplněno jeho mlčením, ztratit slovo (možnost mluvit)
- většinou ve slovním projevu působí špatným, stereotypním až nepříjemným dojmem. Mnoho lidí ten nebo onen obrat slovních vycpávek ze zvyku používá, ať už vědomě či podvědomě, ale obecně se slovní vata považuje za rétorickou chybu či zlozvyk. Lidé, u kterých je slovní projev důležitý a např. schopnost bez přípravy formulovat určité myšlenky je součástí jejich práce a nutných schopností, se učí slovní vaty vyvarovat, neboť její nadměrné používání působí neprofesionálně a může nudit, strhávat pozornost a dodávat dojem nejistoty, nerozhodnosti, neznalosti, snahy se něčemu vyhnout nebo dokonce neupřímnosti.

## Příklady
Nejčastější výrazy používané jako slovní vata 
- jakoby
- ano
- viďte
- vlastně
- čili
- prostě
- jako
- jako prostě, prostě jako,
- takové to
- naprosto, tak prostě nějak
- jako že, jako kdyby
- normálně, normálka
- prosim vás, takhle:
- no, hmm, inu, že ano, že jo? víš?
- upřímně řečeno
- jaksi
- abych tak řekl
- má se to takhle, jedná se o to
- otázkou je…
- vole (i hrubší výrazy)
- de facto
- nějakým způsobem
- právě
- nicméně

Za slovní vatu se nepokládají, ale jako chyba komunikace se chápou, neartikulované zvuky, které řečník používá v přestávce, kdy potřebuje čas na zformulování myšlenky a/nebo nechce přijít o možnost mluvit. 